# Горовастица (Пеновский район)
Горовастица — деревня в Пеновском районе Тверской области.

## География
Находится в западной части Тверской области на расстоянии приблизительно 12 км на юго-восток по прямой от районного центра поселка Пено.

## История
Деревня была показана на карте Менде (состояние местности на 1848 год). В 1859 году здесь было учтено 14 дворов, в 1939 — 58. До 2020 года входила в Серёдкинское сельское поселение Пеновского района до их упразднения.

## Население
Численность населения: 114 человек (1859 год), 10 (русские 100 %) в 2002 году, 14 в 2010.